# Утраченные храмы Мариуполя
Церкви старого Мариуполя

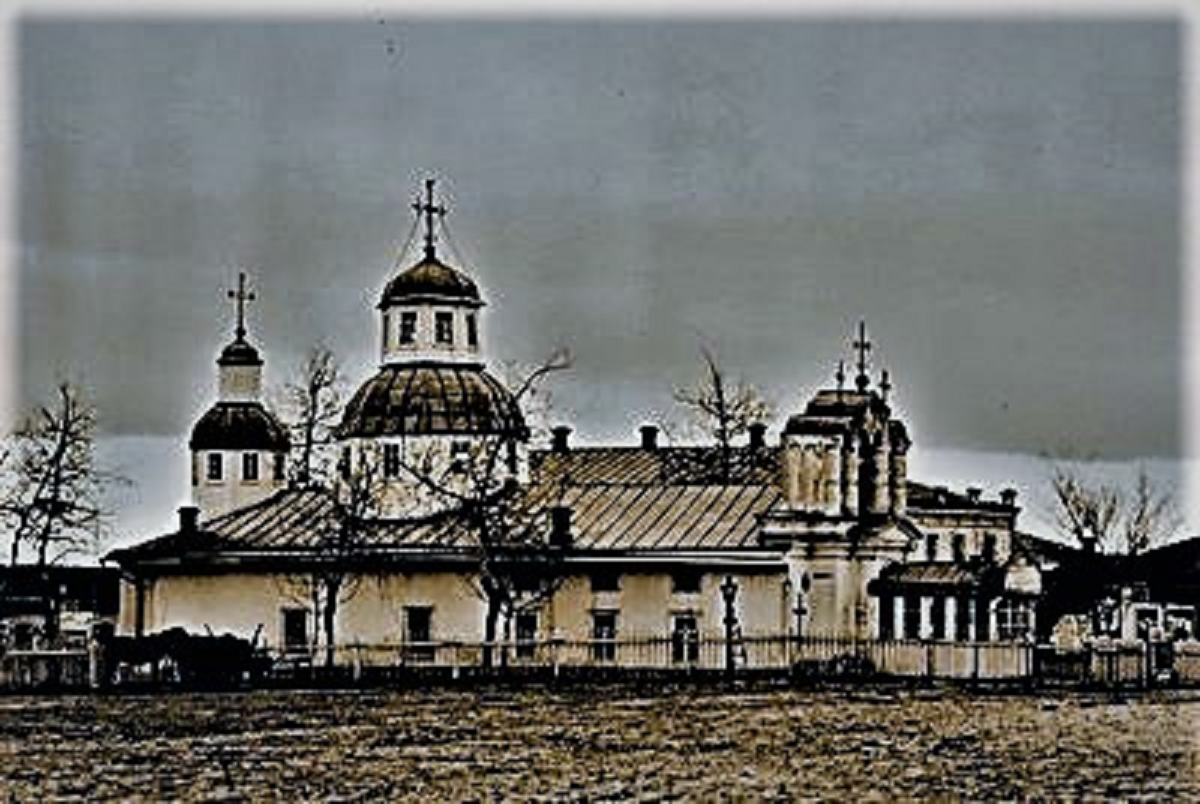
Екатерининский (Греческий) храм, бывший Харлампиевский собор

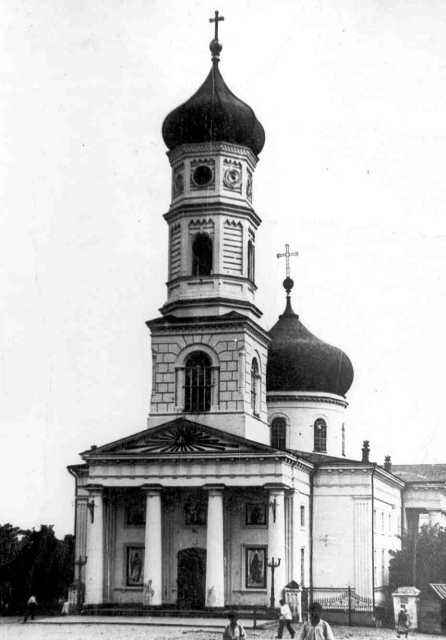
Харлампиевский собор (новый) на Базарной площади

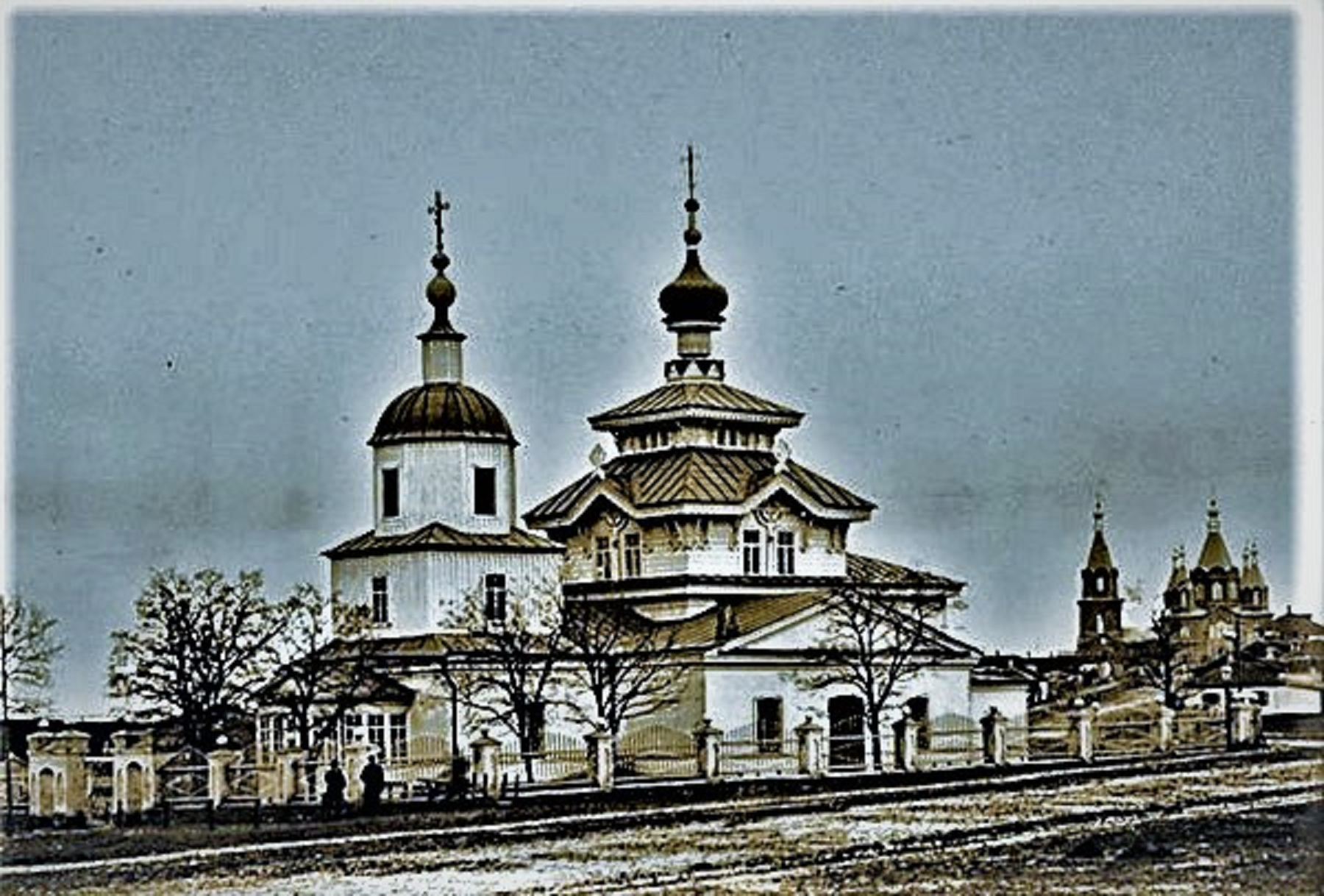
Храм Рождества Богородицы на Карасевке

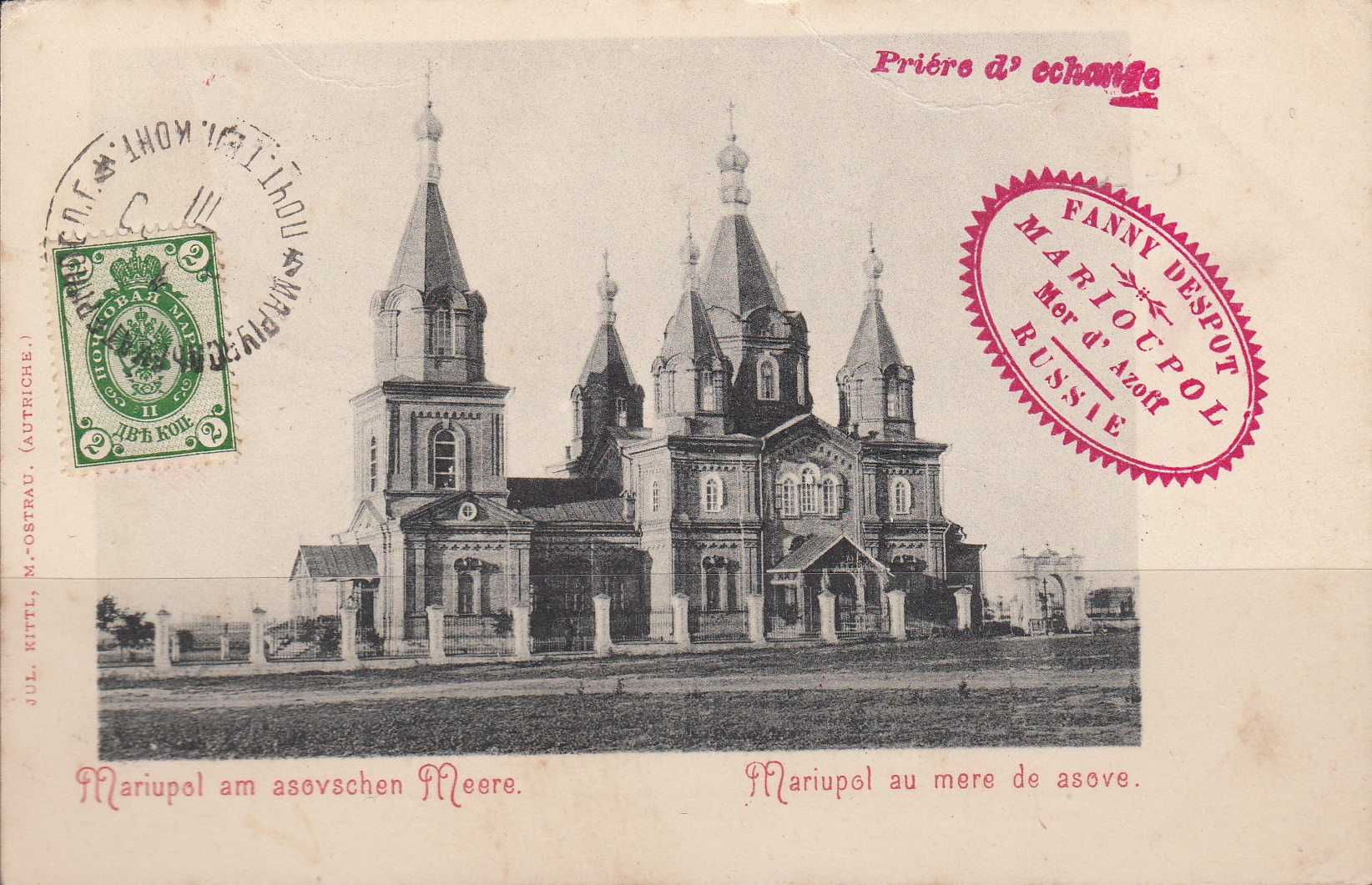
Успения Богородицы (Успенская) храм в Мариинске

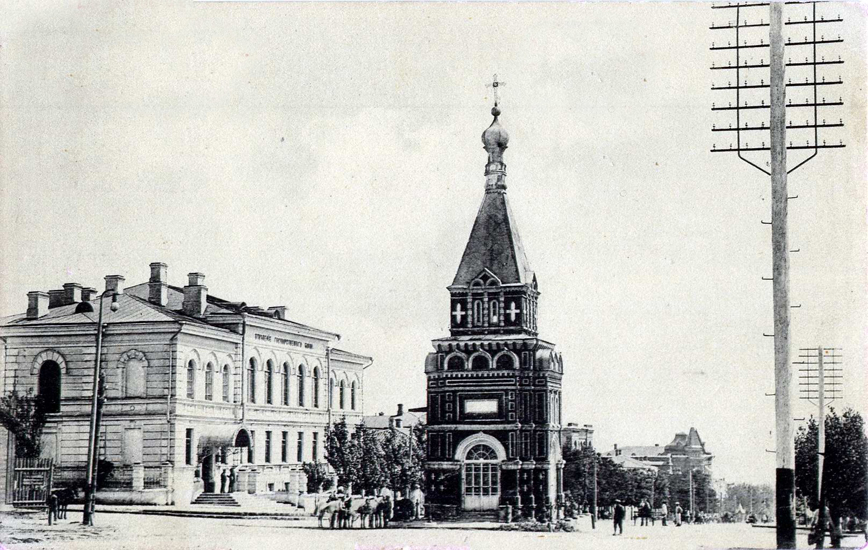
Часовня на месте старой церкви Марии Магдалины (Русской церкви) на Екатерининской улице

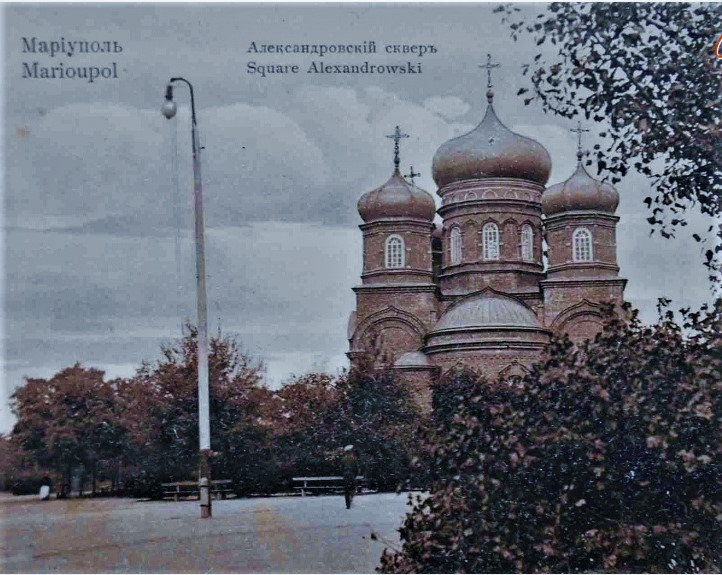
Храм Марии Магдалины на Александровской площади

В дореволюционном Мариуполе существовали следующие храмы:
- Собор Святого Харлампия (Харлампиевский) на Соборной (Базарной) площади (сейчас — Площадь Освобождения), заложен в 1780 году на месте старой казацкой Свято-Николаевской церкви, «каменной, крытой очеретом» (камышом), построенной ещё запорожскими казаками. Собор открыт и освящён для богослужения в 1782 году, был закрыт в 1848 году из-за ветхости. В 1786 году в Харлампиевской церкви был похоронен митрополит Игнатий. После возведения в 1845 году Харлампиевского собора — этот первый в Мариуполе христианский храм стал называться Екатерининской церковью. В 1868 году её отремонтировали, и по праздникам в ней совершалась литургия на греческом языке. В народе Екатерининскую церковь называли Греческой. Снесена в 1930-х годах;
- Собор Святого Харлампия (Харлампиевский) — новый храм на Соборной (Базарной) площади на месте современного ДОСААФа, рядом со старым храмом (переименованным на тот момент в Екатерининскую церковь) — заложен в 1820-х годах вместо тесного старого Харлампиевского собора. Воздвигали новый собор более двадцати лет. В 1845 году в центре Мариуполя был освящён великолепный храм в византийском стиле из трёх приделов. Центральный придел был возведён во имя великомученика Харлампия, отчего и весь собор стал называться Харлампиевским, правый — в честь Георгия-Победоносца, а левый — был посвящён святителю Николаю, в память о запорожской Свято-Николаевской церкви. Святителя Николая русские прихожане особенно чтили. В 1891—1892 годах построили новую колокольню и соединили её с церковью. Теперь Харлампиевский собор вмещал уже пять тысяч человек одновременно. Это было самое крупное помещение в истории Мариуполя. Харлампиевский собор стал средоточием почти всех святынь и национальных ценностей мариупольских греков. В частности, здесь хранилась чудотворная икона Георгия Победоносца, датируемая серединой XI века. Взорван в 1930-х годах, на месте сооружено здание ДОСААФа;
- Рождества Пресвятой Богородицы (Рождественско-Богородицкая, Карасевская) на Спасо-Демьянской площади Карасевки (сейчас — пересечение улицы Артёма и бульвара Шевченко). Одна из первых церквей, построенных греками-переселенцами в 1780 году. Стены и колокольня этого храма были из красного кирпича, а купол деревянный. Особо почитаемой была в этом храме икона Косьмы и Демьяна, вывезенная греками из Крыма при переселении. Не менее чтили прихожане и икону св. Параскевы, которой приписывались чудодейственные свойства. В церкви Рождества Пресвятой Богородицы крестили Архипа Куинджи, ставшего впоследствии выдающимся художником-пейзажистом, здесь же в 1875 году Архип Иванович венчался с Верой Леонтьевной Кечеджи-Шаповаловой. Взорвана в 1937 году, на месте построена школа № 11;
- Успения Пресвятой Богородицы (Успенская, Мариинская) на Мариинске (нынешний район автовокзала), заложена в 1780 году, была сначала деревянной, позже на её месте возвели каменный храм, освящённый в 1804 году, в 1887 году она вновь была освящена после перестройки. В Успенской церкви находилась особо чтимая икона Божьей матери Идигитрии, вывезенная греками из Крыма. Она считалась чудотворной и верующие шли к ней из разных краёв круглый год, а к храмовому празднику 15 августа собирались десятки тысяч. Все мариупольские храмы были построены на средстве местных прихожан; кроме Успенской церкви, которую возвели исключительно «на средства притекающих на поклонение». На месте взорванной Успенской церкви в 1936 году была построена средняя школа № 36;
- Святой Марии Магдалины — находилась на пересечении нынешних проспекта Ленина и Греческой улицы: здесь ещё до прихода в Павловск переселенцев из Крыма Азовский губернатор В. А. Чертков заложил церковь Марии-Магдалины. Освятили её 4 июня 1791 года. К тому времени Мариуполь уже 11 лет был заселён греками, но «малороссийской нации люди» (бывшие запорожцы), которых на косах Азовского моря проживало более двух тысяч, добились, чтобы эту церковь передали им. В народе Марии-Магдалиновскую церковь (первой постройки) называли ещё Русской или Бурлацкой. Она простояла 100 лет и пришла в ветхость. Тогда церковь разобрали (1891 год) и на её месте по постановлению городской думы выстроили часовню («капличку») в память спасения 29 апреля 1891 года в Японии наследника Николая Александровича (в будущем последнего русского царя Николая II). Капличка была разобрана в 1933 году в связи с строительством трамвайных путей по проспекту Республики;
- Святой Марии Магдалины (новый храм) на Александровской площади (ныне сквер у драматического театра) — фундамент заложен ещё в 1862 году, но церковь построена и освящена лишь в 1897 году. Тогда же вокруг храма был заложен сквер, который в наши дни стал любимым местом отдыха мариупольцев. В Марии-Магдалиновской церкви среди прочих ценностей хранилась запрестольная икона Спасителя времён запорожских казаков. Храм был снесён в первой половине 1930-х годов. В 1960 году на месте Марии-Магдалиновской церкви было возведено здание драматического театра;
- Во имя Всех Святых — построена в 1848 году на центральном кладбище у Матёсова хутора. Была самой маленькой из всех мариупольских храмов. Её, каменную с деревянным куполом, построили на средства коллежского регистратора Кирилла Матвеевича Калери. Церковь была холодной (не отапливалась), прихода не имела, и поначалу её приписали к Харлампиевскому собору. Позднее здесь по субботам проводилось богослужение. Церковь Во имя всех святых разделила печальную участь мариупольских православных храмов, в 1930-е годы она была уничтожена;
- Елено-Константиновская (Константино-Еленинская, Слободская) — построена на Слободке между 1908 и 1917 годами, была самой «молодой» из дореволюционных мариупольских православных храмов. На месте снесённого храма в 1930-е годы выстроена средняя школа № 37;
- Георгиевская каменная церковь в Сартане — построена в 1824 году, но, очевидно, взамен пришедшего в ветхость храма, заложенного при основании села в 1780 году;
- Великомученика Феодора Стратилата в Карасевке — заложена самим митрополитом Игнатием. Со временем она пришла в ветхость и её разобрали. Больше она не восстанавливалась;
- Николаевская домовая церковь — построена на средства «Русского Провиданса» около станции Сартана в 1900 году. Она помещалась в здании министерского училища;
- Петропавловская церковь, построенная в 1901 году «тщанием» дирекции и рабочих «Никополя». Она находилась в районе нынешнего Ильичёвского рынка;
- Портовская церковь;
- церковь в посёлке Старый Крым;
- Римско-католический костел — заложен после «высочайшего» утверждения постройки в Гатчине императором Николаем I 15 ноября 1853 года, богослужения начались 18 октября 1860 года. Костёл находился на углу Торговой и Итальянской улиц, в её строительстве принимал участие юный Архип Куинджи. Сейчас на этом месте находится дом заурядной постройки, в котором размещается детский сад;
- молитвенный дом еврейской общины (синагога) — первоначально открыт в 1864 году на Харлампиевской улице, однако в 60-70-х годах XIX столетия еврейское население Мариуполя стремительно росло, и синагоги на Харлампиевской было уже недостаточно, чтобы удовлетворить нужды верующих. В начале 1880-х годов еврейская община купила двор с постройками на Георгиевской улице. Открытие второго молитвенного дома состоялось в 1882 году. С открытием этого и других еврейских молитвенных домов синагога на Харлампиевской стала называться главной. Но шли годы, синагога на Георгиевской все больше благоустраивалась и стала хоральной, то есть главной. Здание хоральной синагоги (возле краеведческого музея) разрушено в 1990-х годах. Сохранилось здание синагоги на улице Николаевской (дом № 28). Сейчас в нём расположен детский сад швейной фабрики.

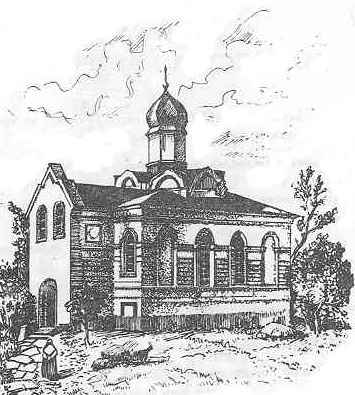
Храм во имя Всех Святых на старом кладбище
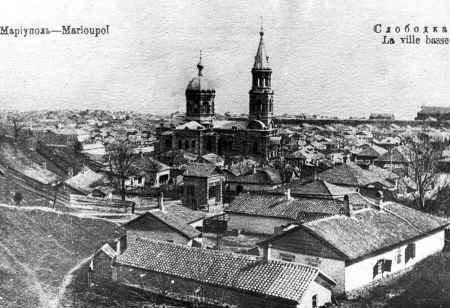
Елено-Константиновский (Слободской) храм на Слободке
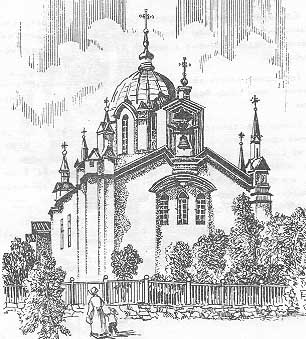
Католический костёл на Итальянской улице
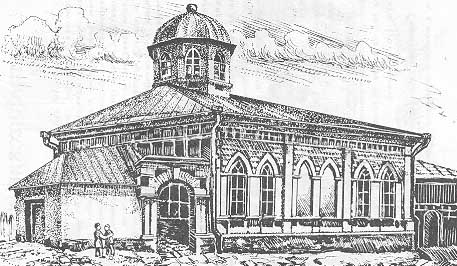
Синагога на Харлампиевской улице